# ایرپلاس اینترنشنال
ایرپلاس اینترنشنال (انگلیسی: AirPlus International) شرکت خدمات هوانوردی آلمانی است، که در سال ۱۹۸۶ تأسیس شد.